# Pla de Sianes
El Pla de Sianes és una plana agrícola del terme municipal d'Isona i Conca Dellà, a l'antic terme d'Isona, al Pallars Jussà.
És al sud-oest de la vila d'Isona, a ponent dels Masos de Sant Martí i al sud-est del Molí del Piteu.